# حكومة عبد الله الثني الثانية
حكومة عبد الله الثني الثانية أو الحكومة الليبية المؤقتة أو الحكومة الليبية هي حكومة برئاسة عبد الله الثني وافق عليها مجلس النواب الليبي في 22 سبتمبر 2014. فيما أعلنتها (الدائرة الدستورية) في المحكمة العليا الليبية في طرابلس أنها (غير دستورية) في 6 نوفمبر 2014.

## مقالات ذات صلة
- مجلس النواب الليبي
- المجلس الرئاسي (ليبيا)
- اتفاق الصخيرات
- الحرب الأهلية الليبية (2014–الآن)